# Ulična košarka
Ulična košarka (poznata još i pod imenima poput "basket", "basketica", "bacanje na koš" itd.) je vrsta košarke koja se igra na spoljašnjim terenima ili grubo prevedeno na ulici. Veoma je slična košarci, a pravila su svedena na minimum. Ulična košarka je deo svakodnevnice i razvija se paralelno s NBA košarkom. Čak postoje i neki igrači koji su s ulice dospeli u NBA.